# Bohuslav Matoušek
 (mai 2021).
La mise en forme du texte ne suit pas les recommandations de Wikipédia : il faut le « wikifier ».
Les points d'amélioration suivants sont les cas les plus fréquents :
- Les titres sont pré-formatés par le logiciel. Ils ne sont ni en capitales, ni en gras.
- Le texte ne doit pas être écrit en capitales (les noms de famille non plus), ni en gras, ni en italique, ni en « petit »…
- Le gras n'est utilisé que pour surligner le titre de l'article dans l'introduction, une seule fois.
- L'italique est rarement utilisé : mots en langue étrangère, titres d'œuvres, noms de bateaux, etc.
- Les citations ne sont pas en italique mais en corps de texte normal. Elles sont entourées par des guillemets français : « et ».
- Les listes à puces sont à éviter, des paragraphes rédigés étant largement préférés. Les tableaux sont à réserver à la présentation de données structurées (résultats, etc.).
- Les appels de note de bas de page (petits chiffres en exposant, introduits par l'outil «  Source ») sont à placer entre la fin de phrase et le point final[comme ça].
- Les liens internes (vers d'autres articles de Wikipédia) sont à choisir avec parcimonie. Créez des liens vers des articles approfondissant le sujet. Les termes génériques sans rapport avec le sujet sont à éviter, ainsi que les répétitions de liens vers un même terme.
- Les liens externes sont à placer uniquement dans une section « Liens externes », à la fin de l'article. Ces liens sont à choisir avec parcimonie suivant les règles définies. Si un lien sert de source à l'article, son insertion dans le texte est à faire par les notes de bas de page.
- La présentation des références doit suivre les conventions bibliographiques. Il est recommandé d'utiliser les modèles {{Ouvrage}}, {{Chapitre}}, {{Article}}, {{Lien web}} et/ou {{Bibliographie}}. Le mode d'édition visuel peut mettre en forme automatiquement les références.
- Insérer une infobox (cadre d'informations à droite) n'est pas obligatoire pour parachever la mise en page.

Pour une aide détaillée, merci de consulter Aide:Wikification.
Si vous pensez que ces points ont été résolus, vous pouvez retirer ce bandeau et améliorer la mise en forme d'un autre article.
Bohuslav Matoušek (né le 26 septembre 1949 à Havlíčkův Brod) est un violoniste et altiste tchèque.

## Formation
Bohuslav Matoušek étudie à l'Académie de musique de Prague avec Jaroslav Pekelský et Václav Snítil entre 1967 et 1972. Il se distingue par ailleurs dans les master classes d'Arthur Grumiaux à Zurich, et se forme avec Nathan Milstein et Wolfgang Schneiderhan.

## Carrière de musicien
Entre 1977 et 1980, Matoušek est soliste du Tokyo's Yomiuri Nippon Symphony Orchestra. Toujours en tant que soliste, il lance et intègre par la suite le Stamic Quartet, avec lequel il enregistre de nombreux CD. À partir de 1995, Matoušek privilégie les concerts, seul ou en compagnie du pianiste Petr Adamec ou du guitariste Petr Seidl pour ce qui est de la musique de chambre. 
Il enregistre pour la première fois les œuvres complètes de Bohuslav Martinů.
Il enseigne par ailleurs le violon à l'Académie de musique de Prague et à l'Académie Janaček de Musique de Brno.

## Prix
- 1970 : prix spécial du jury lors de la Tibor Varga International Violin Competition.
- 1972 : 1er prix de la Prague Spring International Competition.
- 1988 : Grand Prix du Disque de l'Académie Charles-Cros avec le Stamic Quartet pour un enregistrement d'Antonín Dvořák (F Major, op. 96, G Major, op. 106).
- 1991 : Grand Prix du Disque de l'Académie Charles-Cros avec le Stamic Quartet pour un enregistrement de Bohuslav Martinů[3].
- 2002 : Médaille d'argent de la fondation Bohuslav Martinů[4].

## Enregistrements notables
- Bohuslav Martinů : pièces pour violon et piano, vol. 1 et 2. Bohuslav Matousek (violon), Petr Adamec (piano). SUPRAPHON: SU 3410-2 132 2CD-DDD 1999 et SU 3412-2 132 2CD-DDD 1999.
- Bohuslav Martinů : Suite concertante pour violon et orchestre H.276/2nd version 1945, Concerto pour violon et orchestre No.1 H.232 bis. Bohuslav Matousek (violon), Orchestre philharmonique tchèque, Sir Christopher Hogwood (directeur). SUPRAPHON: SU 3653-2 031 CD-DDD 2002.